# معجزه پی. تینتو
معجزه پی. تینتو (اسپانیایی: El milagro de P. Tinto‎) یک فیلم کمدی سوررئال به کارگردانی خاویر فسر است که در سال ۱۹۹۸ منتشر شد. از بازیگران آن می‌توان به نوریا گونسالس و خاویر فسر اشاره کرد.